# Linn Creek
Linn Creek és una població dels Estats Units a l'estat de Missouri. Segons el cens del 2000 tenia 280 habitants.

## Demografia
Segons el cens del 2000, Linn Creek tenia 280 habitants, 94 habitatges, i 59 famílies. La densitat de població era de 97,4 habitants per km².
Dels 94 habitatges en un 38,3% hi vivien nens de menys de 18 anys, en un 41,5% hi vivien parelles casades, en un 13,8% dones solteres, i en un 36,2% no eren unitats familiars. En el 28,7% dels habitatges hi vivien persones soles el 12,8% de les quals corresponia a persones de 65 anys o més que vivien soles. El nombre mitjà de persones vivint en cada habitatge era de 2,73 i el nombre mitjà de persones que vivien en cada família era de 3,3.
Per edats la població es repartia de la següent manera: un 30% tenia menys de 18 anys, un 10,4% entre 18 i 24, un 30,4% entre 25 i 44, un 16,8% de 45 a 60 i un 12,5% 65 anys o més.
L'edat mediana era de 31 anys. Per cada 100 dones de 18 o més anys hi havia 122,7 homes.
La renda mediana per habitatge era de 22.125 $ i la renda mediana per família de 27.321 $. Els homes tenien una renda mediana de 25.833 $ mentre que les dones 16.625 $. La renda per capita de la població era d'11.009 $. Entorn del 17,5% de les famílies i el 19,9% de la població estaven per davall del llindar de pobresa.

## Poblacions més properes
El següent diagrama mostra les poblacions més properes.